# Gmina Gradište
Gmina Gradište (chorw. Općina Gradište) – gmina w Chorwacji, w żupanii vukowarsko-srijemskiej. W 2011 roku liczyła  2773 mieszkańców.